# Bougoula (Koulikoro)
Bougoula é uma vila e comuna rural na circunscrição de Kali, na região de Koulikoro no sudoeste do Mali. A comuna contêm 11 vilas e em 2009 tinha população de 10 780 pessoas.